# Lyrocardium
Lyrocardium (лат.) — род морских двустворчатых моллюсков из семейства сердцевидок. Известны в ископаемом виде. Типовой вид — Lyrocardium lyratum.
Обитают в тропических водах Атлантического, Тихого и Индийского океанов. Бентосные животные, встречаются на глубине от 0 до 120 м. Охранный статус видов рода не оценён, они безвредны для человека, не являются объектами промысла.

## Виды
На декабрь 2023 года в род включают 4 вида:
- Lyrocardium aeolicum (Born, 1778)
- Lyrocardium anaxium P. G. Oliver & Chesney, 1997
- Lyrocardium aurantiacum (A. Adams & Reeve, 1850)
- Lyrocardium lyratum (G. B. Sowerby II, 1840)